# Культура Кракова
Краків багато хто вважає культурною столицею Польщі. Європейський Союз назвав його Європейською культурною столицею 2000 року. У місті знаходяться одні з найкращих музеїв країни та декілька відомих театрів. Краків став резиденцією двох польських Нобелівських лауреатів з літератури: Віслави Шимборської та Чеслава Мілоша, а третій Нобелівський лауреат, югославський письменник Іво Андрич, також жив і навчався у Кракові. Тут також розташований один із найстаріших університетів світу — Ягеллонський університет у Кракові, та Академія образотворчих мистецтв імені Яна Матейка — найстаріша польська академія мистецтв, заснована у 1818 році, яка отримала повну автономію у 1873 році.

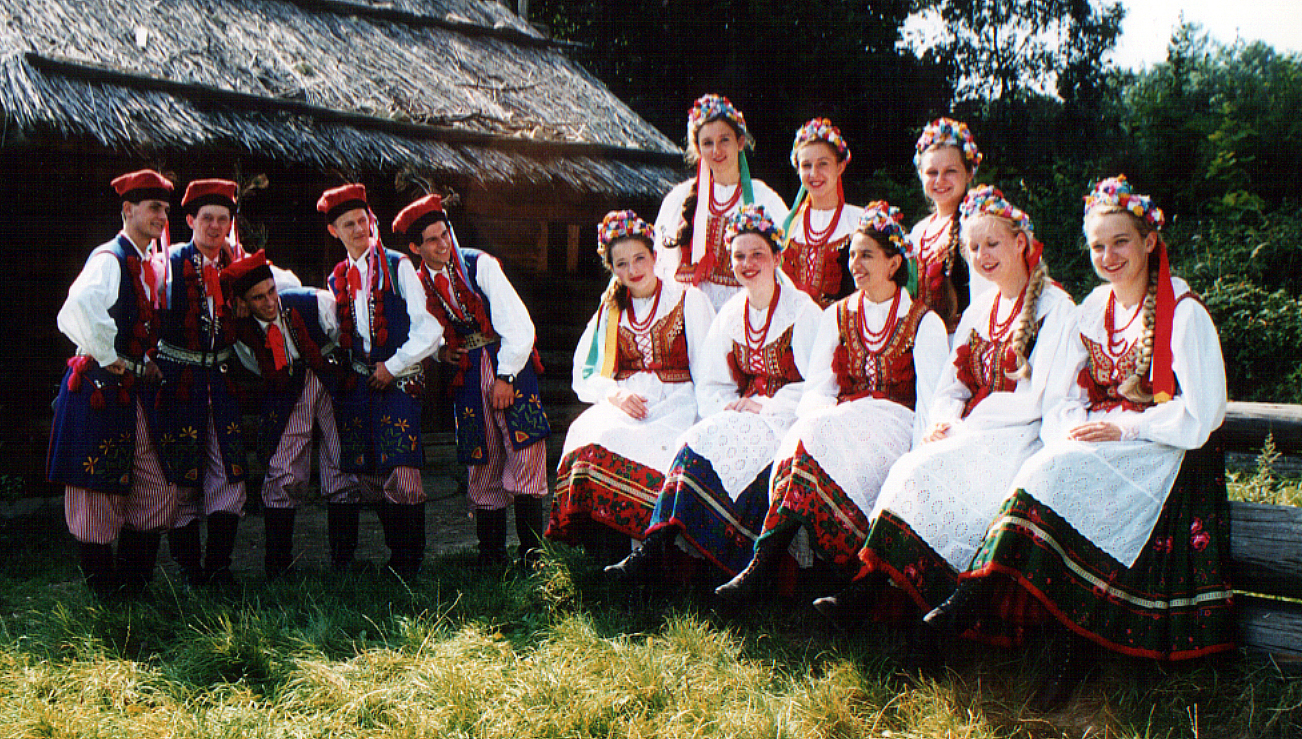
Народні танцюристи в традиційних краківських костюмах (вважаються польськими національними костюмами)

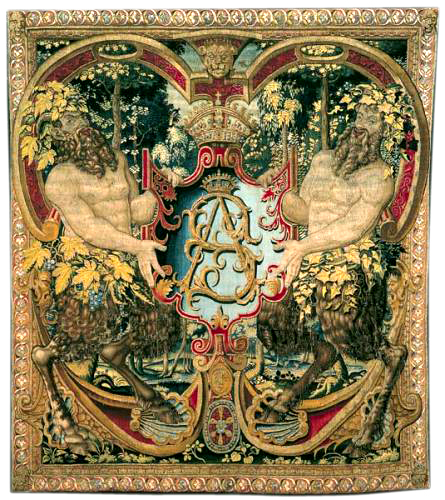
Вавельський гобелен з королівською монограмою Сигізмунда Августа (короля Польщі та Великого князя Литовського), близько 1555 року

## Музеї та національні художні галереї
У Кракові налічується 28 музеїв, а також низка художніх колекцій та публічних картинних галерей. Вони поділяються на Національні та міські музеї:
Національний музей, заснований у 1879 році, є головною філією Національного музею Польщі з постійними колекціями по всій країні, а також Національною художньою колекцією на Вавельському пагорбі та Музеєм Чорторийських, де представлені роботи Леонардо да Вінчі та Рембрандта.
- Національна художня колекція Вавельського замку розташована на Вавелі, колишній резиденції трьох династій польських монархів. Королівські палати демонструють мистецтво, старовинні меблі, польський та європейський живопис, предмети колекціонування та неперевершену експозицію монументальних фламандських гобеленів XVI століття. Скарбниця та Збройова палата Вавеля містять польські королівські регалії, коштовності, ужиткове мистецтво та зброю XV-XVIII століть. Східна колекція Вавеля представляє турецькі намети та військові аксесуари.
- Національний музей у Кракові з численними філіями в центрі міста є найбагатшим музеєм країни з колекціями, що налічують кілька сотень тисяч експонатів, значна частина яких зберігається в Головному корпусі, а також у дев'яти його відділах:
  - Головна будівля (за адресою вул. пол. 3 Maja) слугує головним місцем для проведення тимчасових виставок. У галереї польського мистецтва XX століття (на другому поверсі) представлено близько 500 робіт сучасних польських художників. «Пані з горностаєм» Леонардо да Вінчі

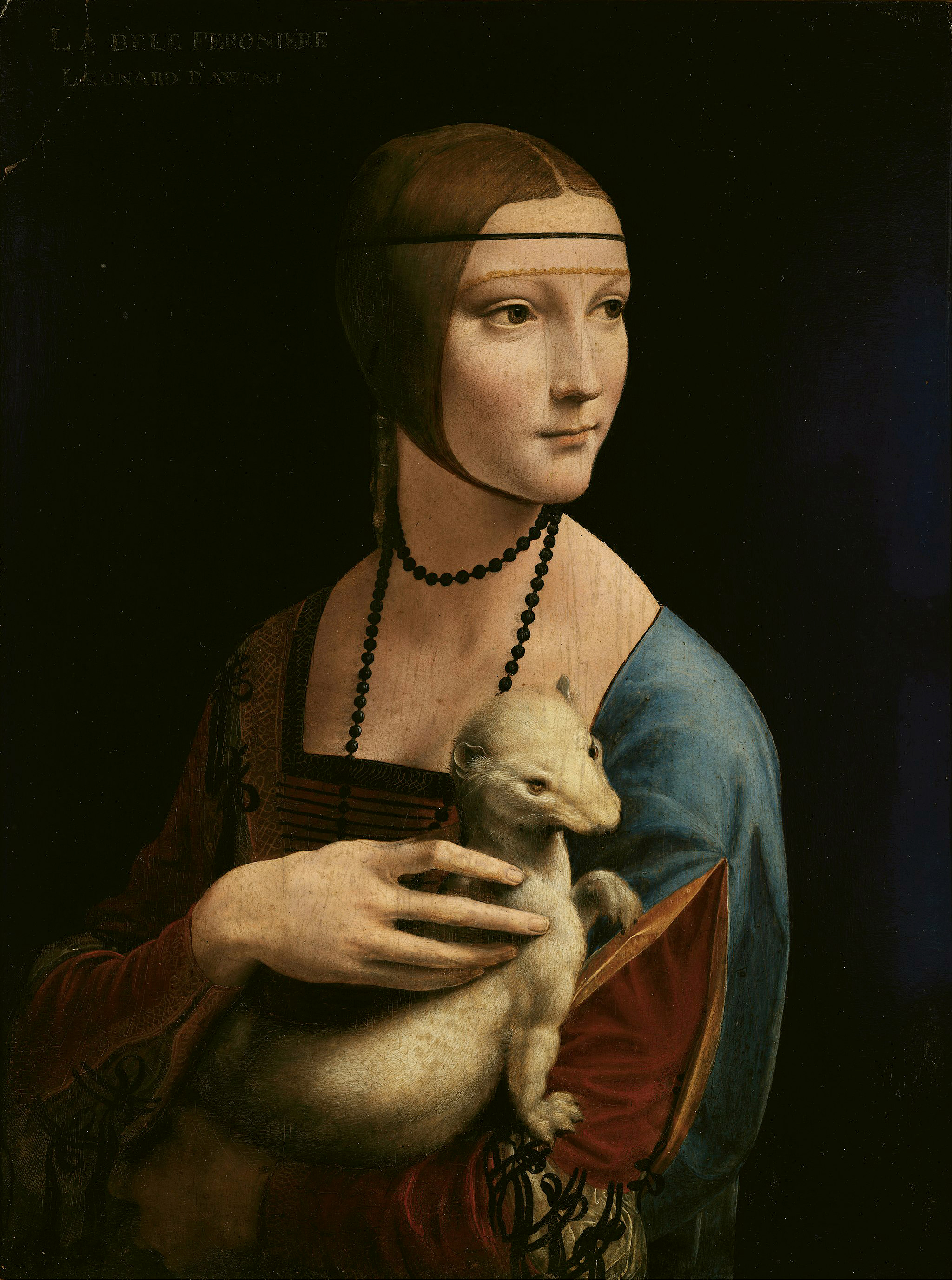
«Пані з горностаєм» Леонардо да Вінчі

  - Музей Чорторийських та Арсенал (за адресою пол. ul. Św. Jana 19), всесвітньо відомий картиною Леонардо да Вінчі «Пані з горностаєм». У музеї представлені й інші роботи старих майстрів, зокрема драматичний пейзаж Рембрандта.
  - Музей японського мистецтва та технології «Манггха» (пол. ul. M. Konopnickiej 26)[2]
  - Музей Станіслава Виспянського (пол. ul. Szczepańska 11)[2]
  - Галерея польського мистецтва XIX століття в Сукєнніце, з колекцією одних із найвідоміших картин та скульптур руху «Молода Польща».
  - Дім Яна Матейка[2]
  - Музей Емерика Гуттен-Чапського[3]
  - Дім Юзефа Мехоффера[2]

У місті Краків є Музей Кракова, який також має філії по всьому місту:
- Краківський історичний музей
Відділи:
  - Головний корпус (на Площа Ринок, пол. Rynek Główny 35), присвячений історії міста та його мешканців, з колекціями мап, документів та міських печаток, скіпетрів та перснів бургомістрів, цехових предметів, портретів шляхти та знаменитих краківських різдвяних шопок.
  - Вежа ратуші
  - Барбакан
  - Палац «Під Кшиштофорами»
  - Музей Шолайських
  - «Сілезький дім» (пол. Dom Śląski), також відомий як Музей «Поморська»
  - Музей історії театру у Кракові
  - Єврейський музей у Старій синагозі
  - Дім Гіполітів
  - Целестат, резиденція Стрілецького товариства
  - Художній салон району Звежинець
  - Музей національної пам'яті в «Аптеці під Орлом»
  - Музей історії Нової Гути

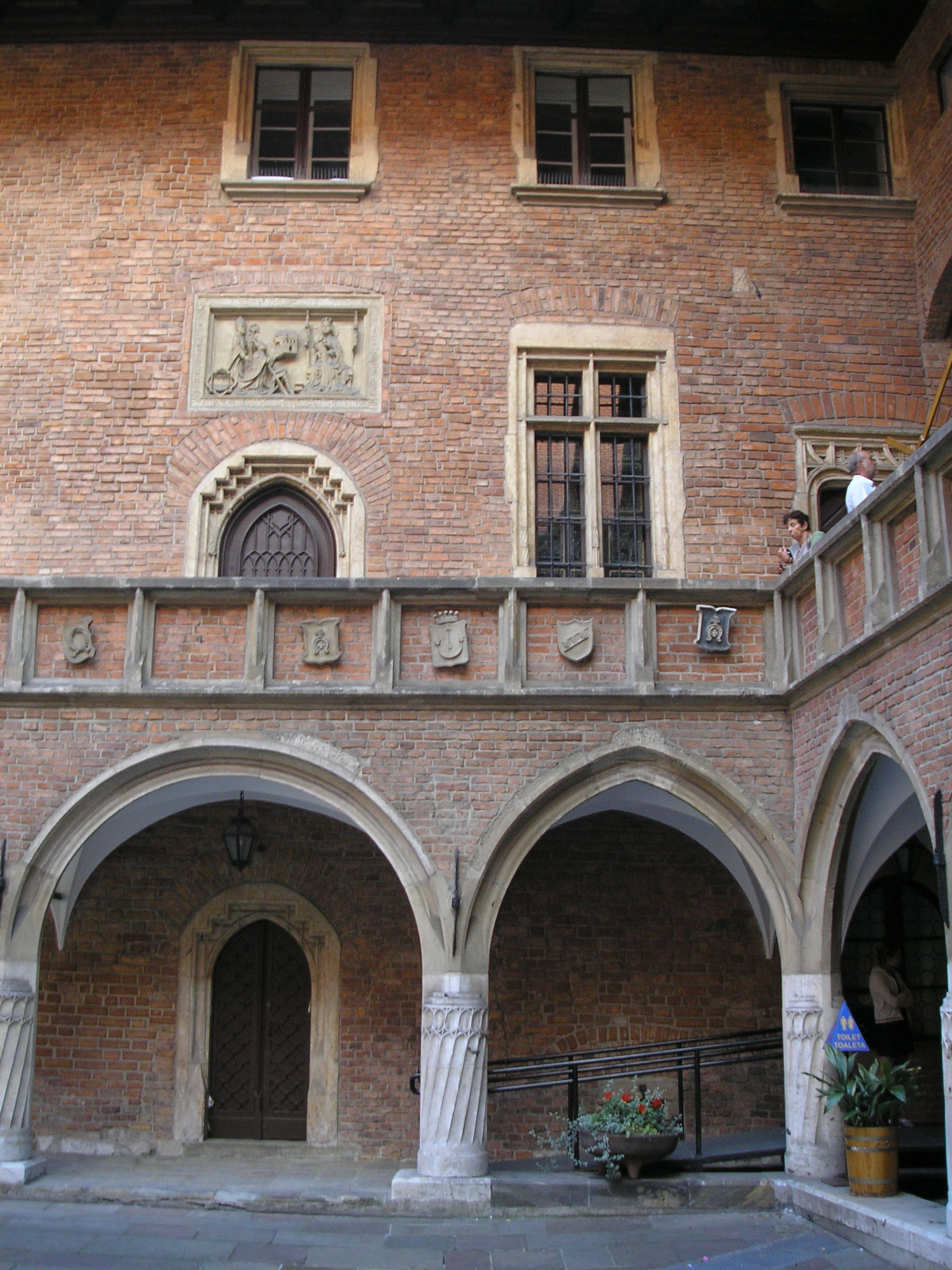
Колегіум Маюс

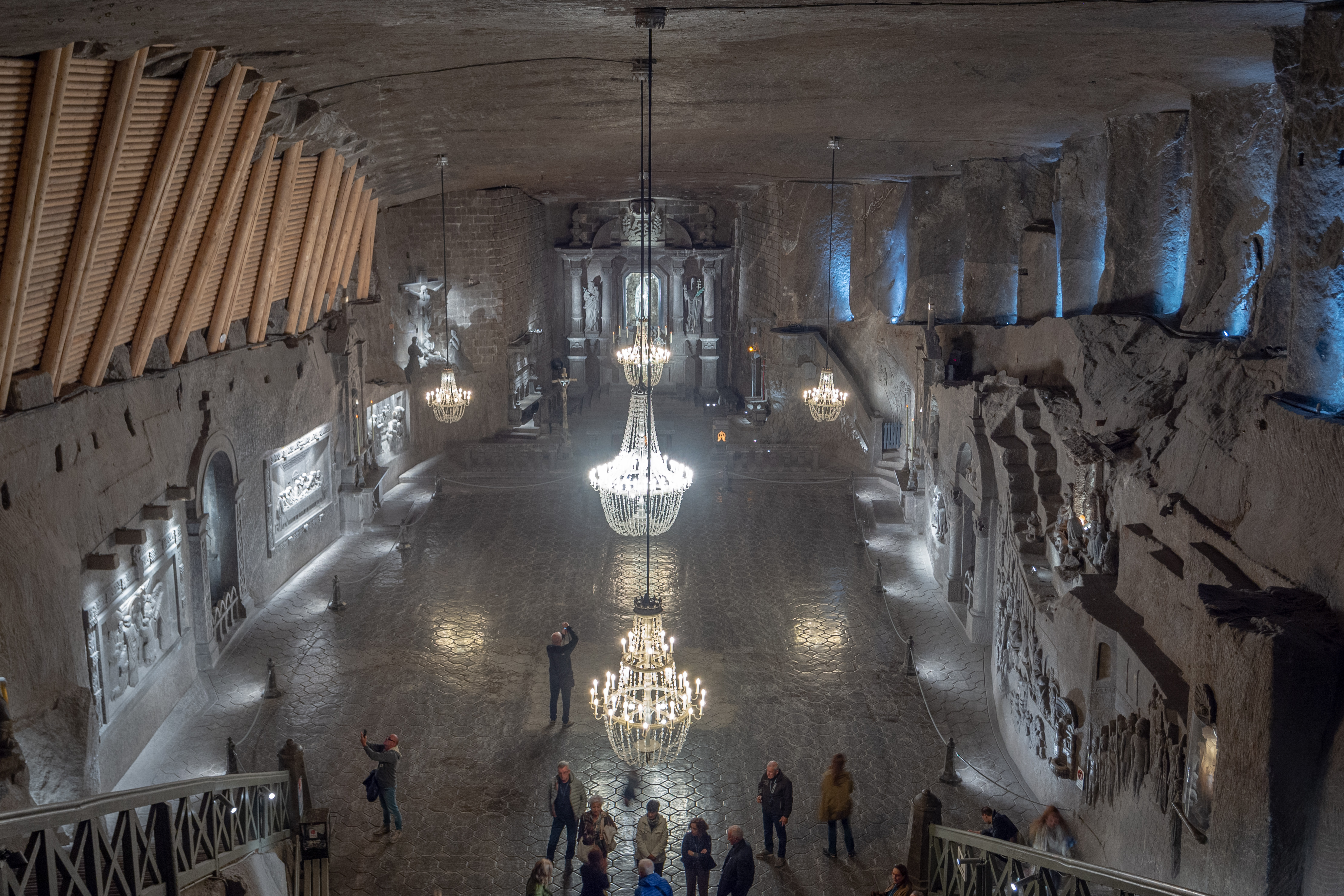
Соляна копальня у Величці

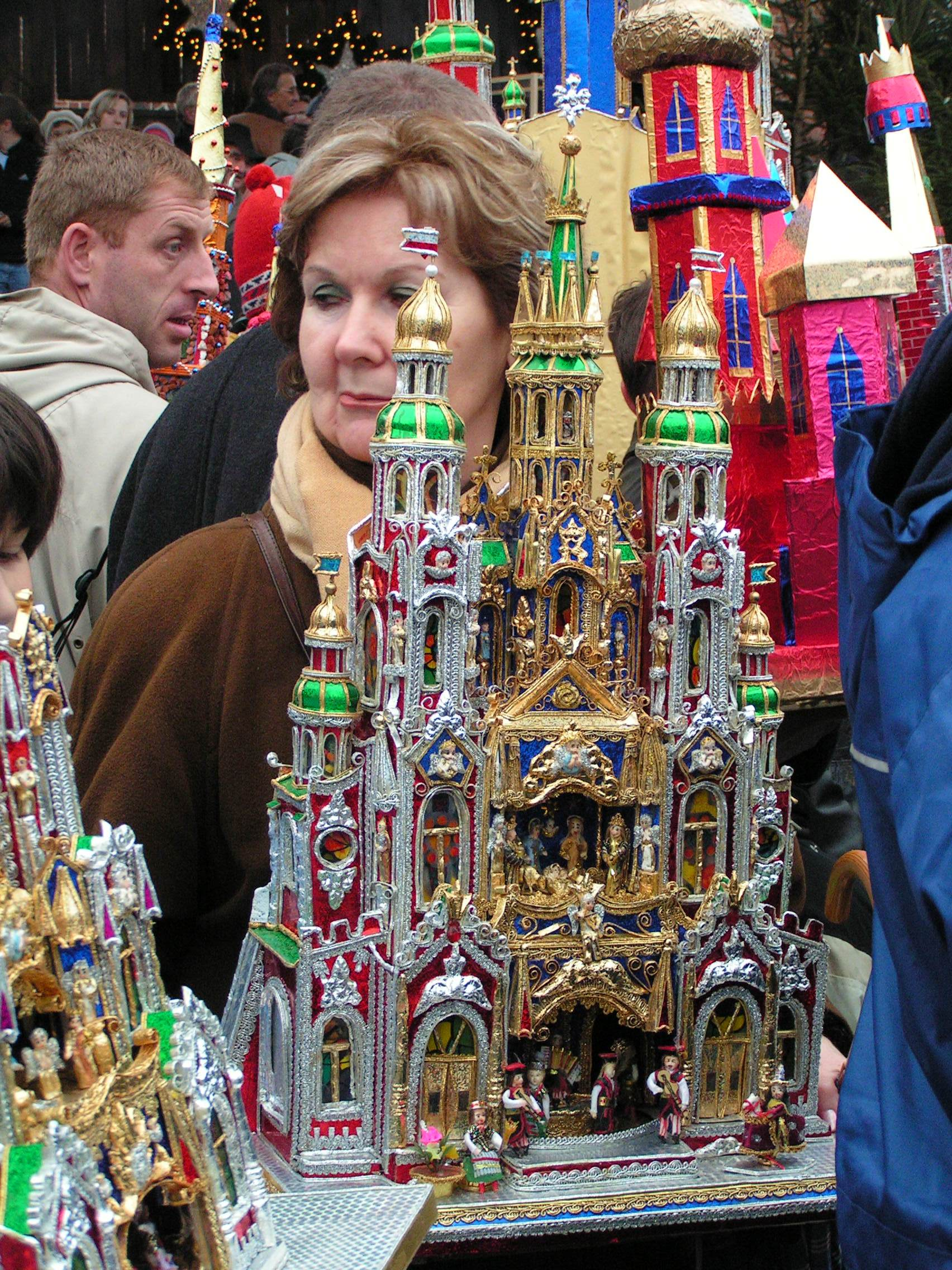
Краківська шопка

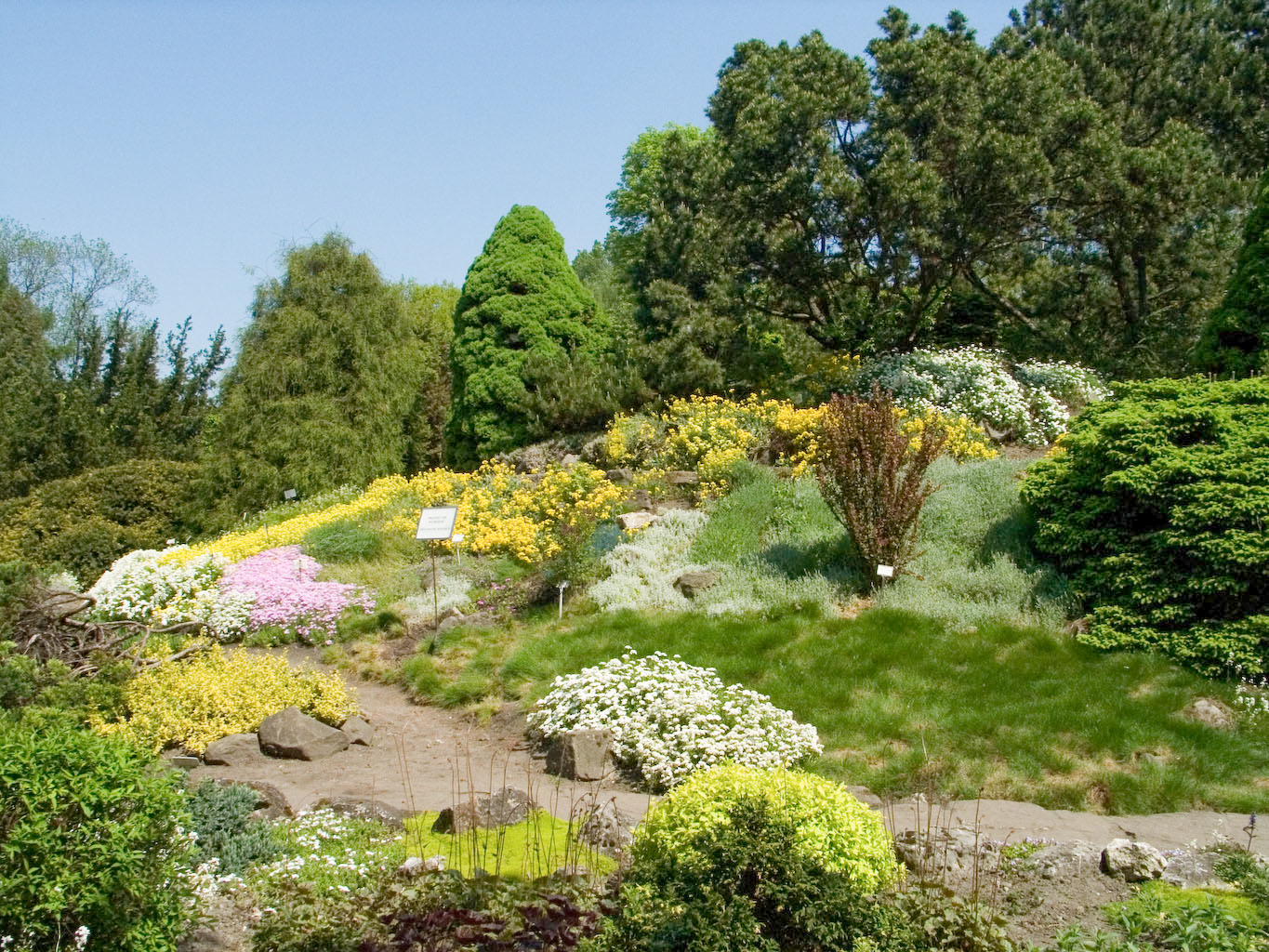
Ботанічний сад у Кракові

- Музей Колегіум Маюс Ягеллонського університету. Колегіум Маюс XV століття є найстарішою будівлею Ягеллонського університету, де знаходяться старовинні лекційні зали, спільні зали, колишні професорські помешкання, бібліотека та скарбниця з готичними скіпетрами ректорів та золотим «Ягеллонським глобусом». Експонати включають середньовічні наукові інструменти, старовинні глобуси, картини, предмети колекціонування, меблі, монети та медалі.
- Соляна копальня у Величці, що безперервно працює з XIII століття[4]
- Кафедральний музей[5]
- Археологічний музей[6]
- Музей польської авіації
- Архієпархіальний музей[6]
- Музей Незалежності[7]
- Музей Збройного Чину (за попереднім записом)[8]
- Етнографічний музей[6]
- Музей фармації Ягеллонського університету[2]
- Геологічний музей Польської академії наук[2]
- Бібліотека Чорторийських[9]
- Музей Армії Крайової (пол. Armia Krajowa)[10]
- Музей фотографії[2]
- Музей природознавства[2]
- Зоологічний музей[2]
- Дім Ридлувка: музей руху «Молода Польща»[2]
- Центр документації мистецтва Тадеуша Кантора «Крікотека»[11]
- Музей міської інженерії[12] також відомий як Транспортний музей[13]
- Єврейський музей «Галіція»
- Музей кафедри та інституту анатомії Ягеллонського університету Collegium Medicum (пол. Muzeum Katedry i Zakładu Anatomii UJ CM)[14]
- Палац мистецтв

## Фестивалі
Краків є домівкою для багатьох різноманітних та унікальних вуличних фестивалів, вечірок та парадів. Найвідомішими є Фестиваль різдвяних шопок, що проводиться щороку в грудні, Фестиваль єврейської культури, що проходить наприкінці червня, Міжнародний джазовий фестиваль у квітні, Парад Лайконіка навесні та низка закритих фестивалів, що проводяться протягом року. Розширений список краківських фестивалів включає:
- Міжнародний джазовий фестиваль (квітень)
- Міжнародний кінофестиваль (травень)
- Марш рівності у Кракові (травень)
- Студентський фестиваль Ювеналія (травень)
- Парад Лайконіка (червень)
- Інтронізація Куркового Короля (червень)
- Свято вінків (Вянки) (24 червня)
- Літні фестивалі у Кракові (червень, липень)
  - Літній джазовий фестиваль[15]
  - Фестиваль єврейської культури (25 червня - 3 липня)
  - Краківські літні дні анімації (пол. ksad.pl) (липень)
  - Фестиваль військових оркестрів
  - Фестиваль вуличних театрів
  - Музика в старому Кракові
  - Краківський джазовий фестиваль
- Міжнародний літній фестиваль органної музики (липень - серпень)[16]
- Ярмарок народного мистецтва (серпень)
- Міжнародний конкурс сучасної камерної музики 
 (16–29 вересня)
- Фестиваль органної музики (жовтень)
- Фестиваль Unsound, електронна та альтернативна музика (жовтень)
- Міжнародний кінофестиваль Etiuda&Anima (листопад)
- Джазовий фестиваль «Задушки» (пол. Zaduszki) (листопад)
- Фестиваль анімаційного кіно[17]
- Різдвяний ярмарок (до 26 грудня)
- Фестиваль різдвяних шопок (перший четвер грудня)
- Новорічна вечірка на Головній площі (31 грудня)

## Театри

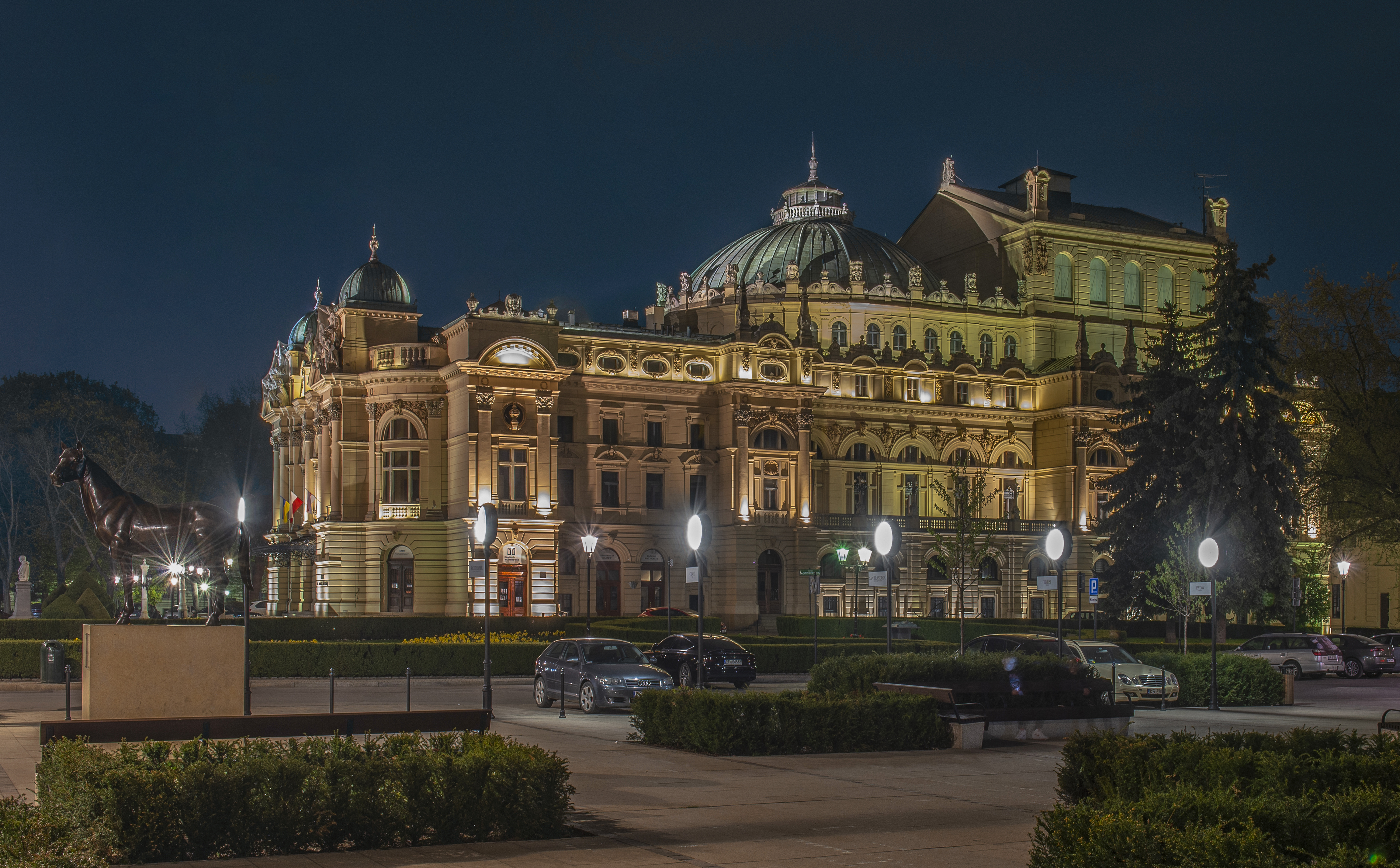
Театр імені Словацького в Кракові, Старе Місто

Краків є домівкою для однієї з найактивніших театральних сцен країни та деяких із найстаріших діючих театральних труп. Він вважається другим за величиною центром польського театру після Варшави. Тут представлені як відомі постановки таких труп, як Національний Старий театр, так і нові трупи, що підтримують нове покоління місцевих митців. Серед відомих театрів Кракова з постійними сценами, які часто розташовані в будівлях історичного значення, є:
- Національний Старий театр, також відомий як Старий театр,[19] на вул. пол. Jagiellońska 1.
- Театр імені Юліуша Словацького, на площі пол. Świętego Ducha 1.
- Театр «Багателя»,[20] на вул. пол. Karmelicka 6.
- Театр Людовий, також відомий як Народний театр,[21] в районі пол. os. Teatralne у Новій Гуті.
- Театр ляльок «Гротеска»,[22] на вул. пол. Skarbowa 2.
- Театр «Лазня Нова» у Новій Гуті.
- Краківський театр «Вар'єте» (пол. Teatr VARIETE).

## Музика
Краківська опера — одна з провідних національних оперних труп, щороку ставить 200 вистав, включаючи балет, оперети та мюзикли. У її основному репертуарі — найвидатніші твори світової та польської оперної класики. Восени 2008 року Опера переїхала до свого першого постійного приміщення. Вона також відповідає за Літній фестиваль опери та оперети.
Краків є домівкою для двох великих польських фестивалів старовинної музики, що представляють забуті барокові ораторії та опери: Opera Rara та Misteria Paschalia. Тим часом, Capella Cracoviensis проводить Міжнародний фестиваль «Музика в Старому Кракові».
Музична академія у Кракові, заснована у 1888 році, відома у всьому світі як альма-матер сучасного польського композитора Кшиштофа Пендерецького, а також є єдиною в Польщі, серед випускників якої є два переможці Міжнародного конкурсу імені Шопена у Варшаві. Академія організовує концерти своїх студентів та гостей протягом усього року.
Музичні організації та заклади включають: Краківську філармонію, де базується Симфонічний оркестр Краківської філармонії, а також камерний ансамбль Capella Cracoviensis, Sinfonietta Cracovia (також відома як Оркестр Королівського столичного міста Кракова), Хор Польського радіо в Кракові, Академічний хор Organum, Змішаний Маріїнський хор (пол. Mieszany Chór Mariański), Академічний хор Ягеллонського університету, Краківський камерний хор, Струнний квартет Amar Corde, Бароковий оркестр Ягеллонського університету Consortium Iagellonicum, Духовий оркестр металургійного комбінату ім. Т. Сендзимира та Камерний оркестр Camerata Радіо Краків.

## Культурні центри
Місто Краків є найбільшим державним спонсором громадських мистецьких ініціатив серед міських районів. Багато районів Кракова мають державні культурні центри, що фінансуються за рахунок коштів департаменту культури муніципального уряду. Громадські центри з їхніми численними виставками, мистецькими класами, освітніми та музичними програмами є, мабуть, найпомітнішими культурними осередками на місцевому рівні. Вони фінансуються з 4% бюджету міста Кракова (з доходом 2,150 мільйонів злотих у 2006 році), виділених на культуру та рекреаційні об'єкти. Серед міських культурних центрів:
- Культурний центр Нова Гута (пол. Nowa Huta), за адресою пол. Aleja Jana Pawła II 232
- Міжнародний центр культури, на Головній площі, 25 (пол. Rynek Główny 25)
- Староміський молодіжний культурний центр (пол. Staromiejskie Centrum Kultury Młodzieży), на вул. пол. H. Wietora 13/15
- Культурний центр «Двір Білопрондницький» (пол. Dworek Białoprądnicki), на вул. пол. Papiernicza 2
- Католицький центр, на вул. пол. Wiślna 12
- Культурний центр «Ротонда» (пол. Rotunda), на вул. пол. Oleandry 1
- Єврейський культурний центр, на вул. пол. Meiselsa 17
- Центр африканської культури та мистецтва «Теранга» (пол. Teranga), на вул. пол. Kalwaryjska 48
- Культурний центр «Курдванув Новий» (пол. Kurdwanów Nowy), на вул. пол. Witosa 39

## Нічне життя

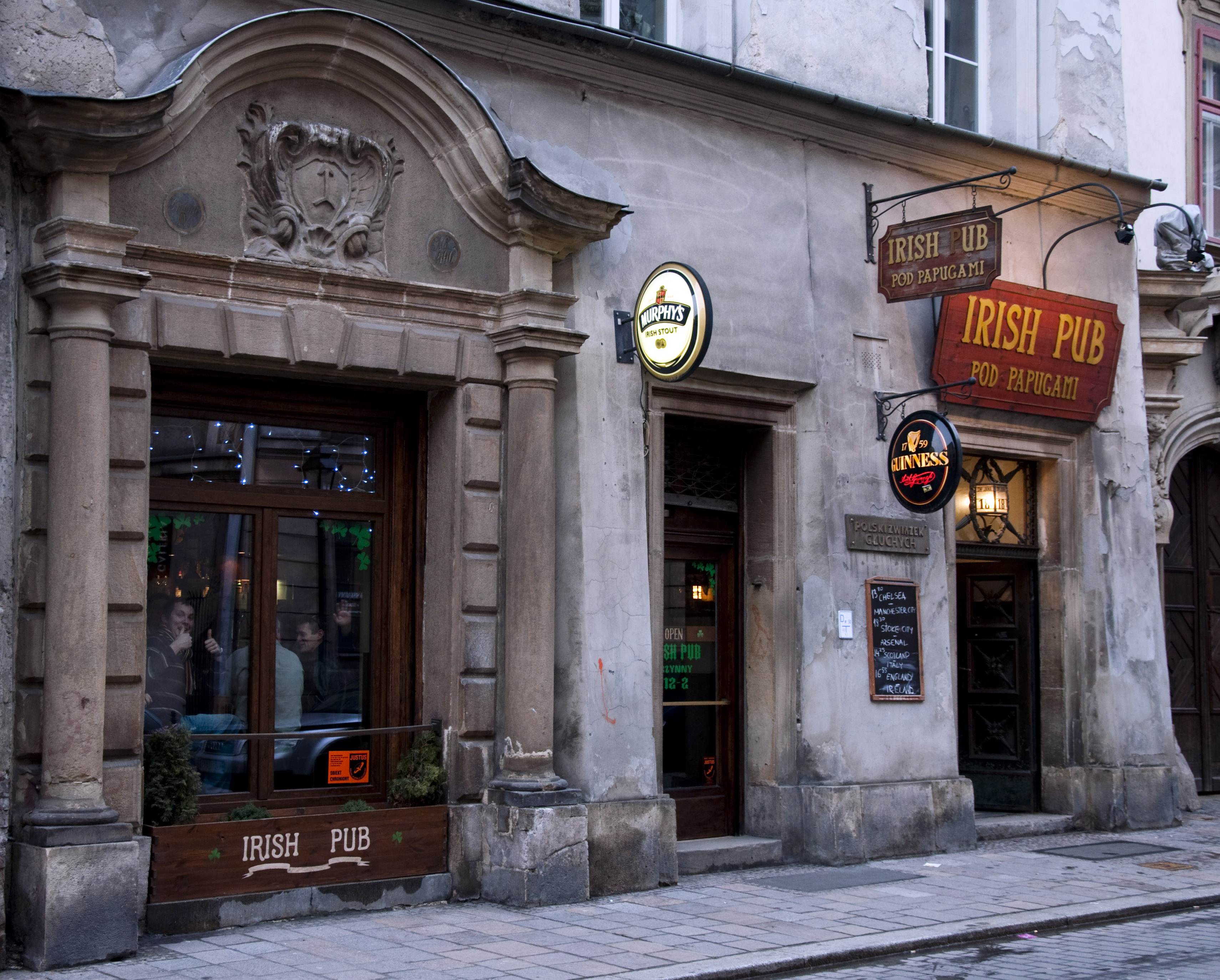
Ірландський паб «Pod Papugami» (Pod Papugami)

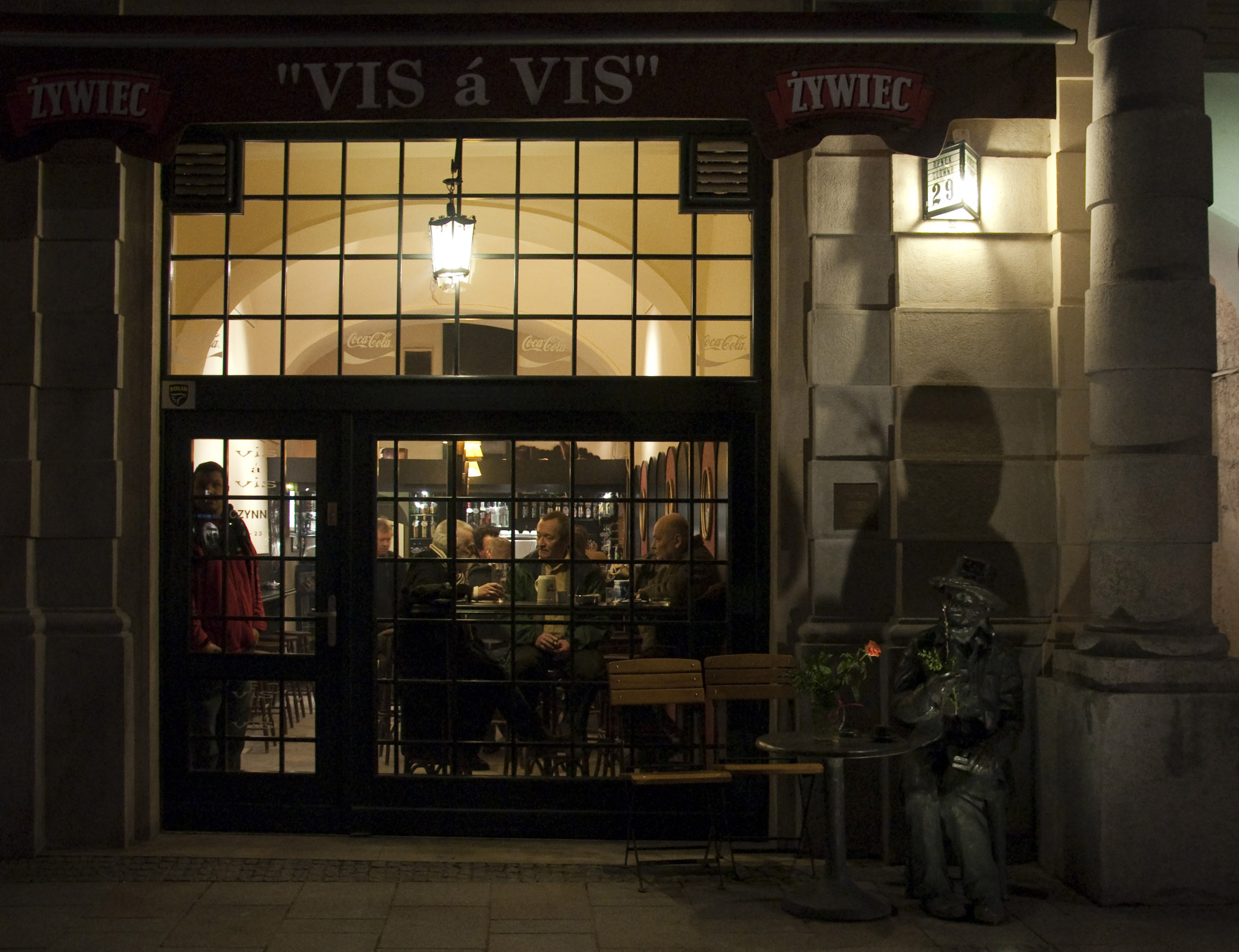
Відомий бар «Vis-à-Vis» на площі Ринок

Лише в околицях площі Ринок у Кракові розташовано понад сто пабів та барів, більшість з яких знаходяться у підвалах історичних будівель, кожен зі своїм особливим характером та атмосферою. Багато закладів також присвячені живій музиці. Джаз-клуби включають: Harris Piano Jazz Bar, Jazz Club U Muniaka, клуб Pod Jaszczurami, Kornet Jazz Club, U Louisa та Piec Art Club. Популярні місця, де можна випити, поїсти та розважитися, також розташовані в сусідньому районі Казімєж. Головна площа є місцем зосередження різноманітних барів та магазинів, де можна спробувати сотні різних видів польської горілки.
П'ятничні та суботні вечори є кульмінацією розважального тижня. Живі розваги задовольнять будь-який смак. Джаз залишається дуже популярним, і тут не бракує місць для шанувальників року, сучасної поп-музики, балад, а також класичної музики. Низка ресторанів у центрі Кракова можуть вмістити понад 100 осіб.
Серед джазових музикантів та їхніх гуртів: Reiner Trio, Beale Street Band, Boba Jazz Band, Aleksander Glondys Quartet/Quintet (раніше: Al’Mad), Jazz Band Ball Orchestra, Janusz Witko Quartet, Mr. Bober's Friends, Cracow Swing Quartet, Old Metropolitan Band, Марек Балата (джазовий співак), Анджей Чудзіх, New Bone, Себастьян Бернатович, Ян Пільх, Кароліна Стила, Overtime, Пйотр Домагала, Ришард Стила, Йоргос Сколіас.
Краківські клезмерські гурти включають: Kroke та The Cracow Klezmer Band.
Вибрані фольклорні колективи: Ансамбль пісні і танцю «Краков'яци» (пол. Krakowiacy), Студентський гуцульський ансамбль «Скальні» (пол. Skalni), Ретро-цирковий фольк-гурт «Владімірска» (пол. Vladimirska), Ансамбль пісні і танцю Нової Гути, Гуцульський фольклорний гурт «Гамерник» (пол. Hamernik), Дитячий гуцульський фольклорний гурт «Малі Гамерники» (пол. Mali Hamernicy) та Фольклорний танцювальний гурт «Краков'як» (пол. Krakowiak).